# Gold Rush Kid
Gold Rush Kid è il terzo album in studio del cantautore britannico George Ezra, pubblicato il 10 giugno 2022.

## Tracce
1. Anyone for You (Tiger Lily) – 3:08
2. Green Green Grass – 2:47
3. Gold Rush Kid – 2:42
4. Manila – 3:04
5. Fell in Love at the End of the World – 3:17
6. Don't Give Up – 3:05
7. Dance All Over Me – 3:14
8. I Went Hunting – 3:45
9. In the Morning – 4:17
10. Sweetest Human Being Alive – 3:45
11. Love Somebody Else – 3:28
12. The Sun Went Down – 2:14

## Classifiche

### Classifiche settimanali
| Classifica (2022-23) | Posizione massima |
| -------------------- | ----------------- |
| Australia            | 10                |
| Nuova Zelanda        | 14                |
| Paesi Bassi          | 5                 |
| Polonia              | 95                |
| Regno Unito          | 1                 |
| Repubblica Ceca      | 34                |
| Slovacchia           | 68                |
| Svezia               | 43                |
| Svizzera             | 6                 |

### Classifiche di fine anno
| Classifica (2022) | Posizione |
| ----------------- | --------- |
| Regno Unito       | 18        |